# Apaxco
Apaxco är en kommun i Mexiko. är en kommun i Mexiko. Den ligger i delstaten Mexiko, i den centrala delen av landet, cirka 80 kilometer norr om huvudstaden Mexico City. Huvudorten i kommunen är Apaxco de Ocampo, som även är det klart största samhället. Kommunen hade 26 334 invånare vid folkräkningen 2010, varav drygt 13 000 bodde i kommunhuvudorten. Apaxco ingår i Mexico Citys storstadsområde och kommunens area är 75,55 kvadratkilometer.

## Orter
De folkrikaste orterna i kommunen 2010 var:
1. Apaxco de Ocampo, 13 836 invånare
2. Santa María Apaxco, 3 747 invånare
3. Coyotillos, 3 084 invånare
4. Pérez de Galeana, 1 844 invånare
5. Colonia Juárez, 1 345 invånare